# جاي ويلارد طومسون
جاي ويلارد طومسون (بالإنجليزية: J. Willard Thompson)‏ هو مدرب خيول أمريكي، ولد في 30 مارس 1935 في أتلانتا في الولايات المتحدة، وتوفي في 3 نوفمبر 2018.